# Сан-Хосе (аеропорт)
Міжнародний аеропорт імені Нормана Мінети, або просто міжнародний аеропорт Сан-Хосе (IATA: SJC, ICAO: KSJC, FAA ідент. місц.: SJC) — міжнародний аеропорт, що обслуговує каліфорнійське місто Сан-Хосе (США). Наряду з іншим міським летовищем Рід-Хілв'ю є одним з найзавантаженіших в штаті.